# Plumipalpia plumigera
Plumipalpia plumigera là một loài bướm đêm trong họ Erebidae.